# Sphallotrichus spadiceus
Sphallotrichus spadiceus är en skalbaggsart som först beskrevs av Charles Joseph Gahan 1892.  Sphallotrichus spadiceus ingår i släktet Sphallotrichus och familjen långhorningar. Inga underarter finns listade i Catalogue of Life.